# Kapitónovo
Kapitónovo (en rus: Капитоново) és un poble del krai de Krasnoiarsk, a Rússia, segons el cens del 2017 tenia 59 habitants. Pertany al districte municipal d'Aguínskoie.